# ビクトル・エストレーリャ・ブルゴス
- ビクトル・エストレージャ・ブルゴス

ビクトル・エストレーリャ・ブルゴス（Victor Estrella Burgos, 1980年8月2日 - ）は、ドミニカ共和国・サンティアゴ・デ・ロス・カバリェロス出身の元男子プロテニス選手。自己最高ランキングはシングルス43位、ダブルス135位。身長173cm。右利き、バックハンド・ストロークは片手打ち。これまでにツアーシングルス3勝を挙げている。
日本語では、"Victor"には「ビクトル」「ビクター」など、"Estrella Burgos"は「エストレーリャ・ブルゴス」「エストレージャ・ブルゴス」「エステラ・ブルゴス」「エストレラ・ブルゴス」などの表記が存在する。
ドミニカ共和国初のATPツアー優勝者であり、シングルスで3勝。そのすべてがエクアドル・オープンでのものである。さらに初開催の2015年から同大会で3連覇を成し遂げ、16連勝を達成した。

## 選手経歴

### ジュニア時代
8歳のときにテニスを始めた。15歳になると1996年7月にドミニカ共和国で開催されたジュニアの大会に初出場。ジュニア時代はシングルスで6大会、ダブルスで5大会しか出場しておらず、あまりジュニアの大会には出場していないが、シングルスでベスト4入り、ダブルスでは準優勝をしている。ジュニアグランドスラムにも出場はしていない。ジュニアの世界ランキングはシングルス360位。ダブルス292位。

### 2002年 プロ転向
2002年の22歳のときにプロ転向するも、しばらくは下部大会に出場して世界各地のツアーを巡る。

### 2003-2013年 低迷
経済的に行き詰まり一度は引退するも、2006年に現役復帰。2012年に右肘の故障で離脱するなど苦労をしながらもツアーを巡る。

### 2014年 グランドスラム3回戦進出
地道にランキングを上げ、2014年3月に33歳でトップ100入りし、2014年全仏オープンで4大大会初出場を果たす。大会史上最年長デビューとなった2014年全米オープンではグランドスラム初勝利を果たすと、2回戦で17歳年下のボルナ・チョリッチに勝利、3回戦で第5シードのミロシュ・ラオニッチに敗れたものの、3セットともタイブレークに持ち込む善戦を見せた。

### 2015年 ツアー初優勝
2015年エクアドル・オープンでATPツアー初の決勝進出。決勝でフェリシアーノ・ロペスに6–2, 6–7(5), 7–6(5)で勝利し、ツアー初優勝を果たす。34歳6ヶ月でのATPツアー優勝は、ATPがオープン化以降初優勝としては当時の最年長の記録となった (現在の最年長初優勝記録はパオロ・ロレンツィの34歳7ヶ月)。この優勝で48位になり、トップ50入りした。

### 2016年 ツアー2勝目
前回優勝者として迎えた2016年のエクアドル・オープンは2年連続で決勝に進出。決勝でトマス・ベルッチに4–6, 7–6(5), 6–4で勝利し、大会2連覇を果たした。

### 2017年 ツアー3勝目
2017年もエクアドル・オープンの決勝に進出し、決勝でパオロ・ロレンツィに6–7(2), 7–5, 7–6(6)で勝利し、3連覇を果たした。

### 2018年 トップ100位陥落
2018年のエクアドル・オープン2回戦でついに敗れ、世界ランキングもトップ100圏外となってしまった。その後も結果を残せず、年間最終ランキングでは278位まで落ちた。

### 2019年 引退
2019年はチャレンジャーツアーのみ出場したが早期敗退に終わり、10月に故郷・ドミニカ共和国で開催されたサントドミンゴ・オープンで引退。最後の試合となった2回戦で敗れると涙を流し、試合後にはセレモニーが開かれた。

## ATPツアー決勝進出結果

### シングルス: 3回 (3勝0敗)
| 大会グレード                            |
| グランドスラム (0-0)                    |
| ATPワールドツアー・ファイナル (0-0)     |
| ATPワールドツアー・マスターズ1000 (0-0) |
| ATPワールドツアー・500シリーズ (0-0)    |
| ATPワールドツアー・250シリーズ (3-0)    |

| サーフェス別タイトル |
| ハード (0–0)         |
| クレー (3-0)         |
| 芝 (0-0)             |
| カーペット (0-0)     |

| 結果 | No. | 決勝日        | 大会 | サーフェス | 対戦相手               | スコア              |
| ---- | --- | ------------- | ---- | ---------- | ---------------------- | ------------------- |
| 優勝 | 1.  | 2015年2月8日  | キト | クレー     | フェリシアーノ・ロペス | 6–2, 6–7(5), 7–6(5) |
| 優勝 | 2.  | 2016年2月7日  | キト | クレー     | トマス・ベルッチ       | 4–6, 7–6(5), 6–4    |
| 優勝 | 3.  | 2017年2月12日 | キト | クレー     | パオロ・ロレンツィ     | 6–7(2), 7–5, 7–6(6) |

### ダブルス: 2回 (0勝2敗)
| 結果   | No. | 決勝日       | 大会         | サーフェス | パートナー               | 対戦相手                                    | スコア           |
| ------ | --- | ------------ | ------------ | ---------- | ------------------------ | ------------------------------------------- | ---------------- |
| 準優勝 | 1.  | 2015年2月7日 | キト         | クレー     | ジョアン・ソウザ         | ゲロ・クレッチマー アレクサンダー・サチュコ | 5–7, 6–7(3)      |
| 準優勝 | 2.  | 2016年4月9日 | ヒューストン | クレー     | サンティアゴ・ゴンサレス | ボブ・ブライアン マイク・ブライアン         | 4–6, 6–3, [10–8] |

## 成績
略語の説明
| W | F | SF | QF | #R | RR | Q# | LQ | A | Z# | PO | G | S | B | NMS | P | NH |

W=優勝, F=準優勝, SF=ベスト4, QF=ベスト8, #R=#回戦敗退, RR=ラウンドロビン敗退, Q#=予選#回戦敗退, LQ=予選敗退, A=大会不参加, Z#=デビスカップ/BJKカップ地域ゾーン, PO=デビスカップ/BJKカッププレーオフ, G=オリンピック金メダル, S=オリンピック銀メダル, B=オリンピック銅メダル, NMS=マスターズシリーズから降格, P=開催延期, NH=開催なし.
| 大会           | 2008 | 2009 | 2010 | 2011 | 2012 | 2013 | 2014 | 2015 | 2016 | 2017 | 2018 | 2019 | 通算成績 |
| -------------- | ---- | ---- | ---- | ---- | ---- | ---- | ---- | ---- | ---- | ---- | ---- | ---- | -------- |
| 全豪オープン   | A    | A    | A    | A    | A    | A    | A    | 1R   | 1R   | 2R   | 1R   | A    | 1–4      |
| 全仏オープン   | A    | LQ   | A    | LQ   | LQ   | A    | 1R   | 1R   | 2R   | 2R   | LQ   | A    | 2–4      |
| ウィンブルドン | A    | LQ   | A    | LQ   | A    | LQ   | 1R   | 2R   | 1R   | 1R   | A    | A    | 1–4      |
| 全米オープン   | LQ   | LQ   | A    | LQ   | LQ   | LQ   | 3R   | 1R   | 1R   | A    | LQ   | A    | 2–3      |

### 大会最高成績
| 大会                 | 成績 | 年               |
| -------------------- | ---- | ---------------- |
| ATPファイナルズ      | A    | 出場なし         |
| インディアンウェルズ | 1R   | 2015, 2016, 2018 |
| マイアミ             | 1R   | 2015, 2016, 2018 |
| モンテカルロ         | 2R   | 2015             |
| マドリード           | Q1   | 2016, 2017       |
| ローマ               | Q2   | 2014             |
| カナダ               | A    | 出場なし         |
| シンシナティ         | 1R   | 2008             |
| 上海                 | 2R   | 2015             |
| パリ                 | A    | 出場なし         |
| オリンピック         | 1R   | 2016             |
| デビスカップ         | PO   | 2015             |